# Kienzle
Kienzle est une importante entreprise allemande présente dans l'horlogerie et la mécanique de précision, particulièrement pour le transport routier.

## Histoire
L'histoire démarre en 1822 dans l'actuel Land de Bade-Wurtemberg, où Johannes Schlenker produit des pendules en bois et murales. À la suite d'un mariage en 1883, Jakob Kienzle, âgé d'une vingtaine d'années, rejoint la société. Il en devient le seul gérant à l'aube du XXe siècle.
En 1889, l'entreprise se lance dans la fabrication de taximètres. La firme ne tarde pas à investir d'autres créneaux du transport routier : conception de chronotachygraphes à partir des années 1920, combinés à instruments pour l'industrie automobile (tachymètres, compte-tours...)... L'usage de la montre, autrefois accessoire de luxe, se répand. Elle se miniaturise et se porte désormais au poignet.

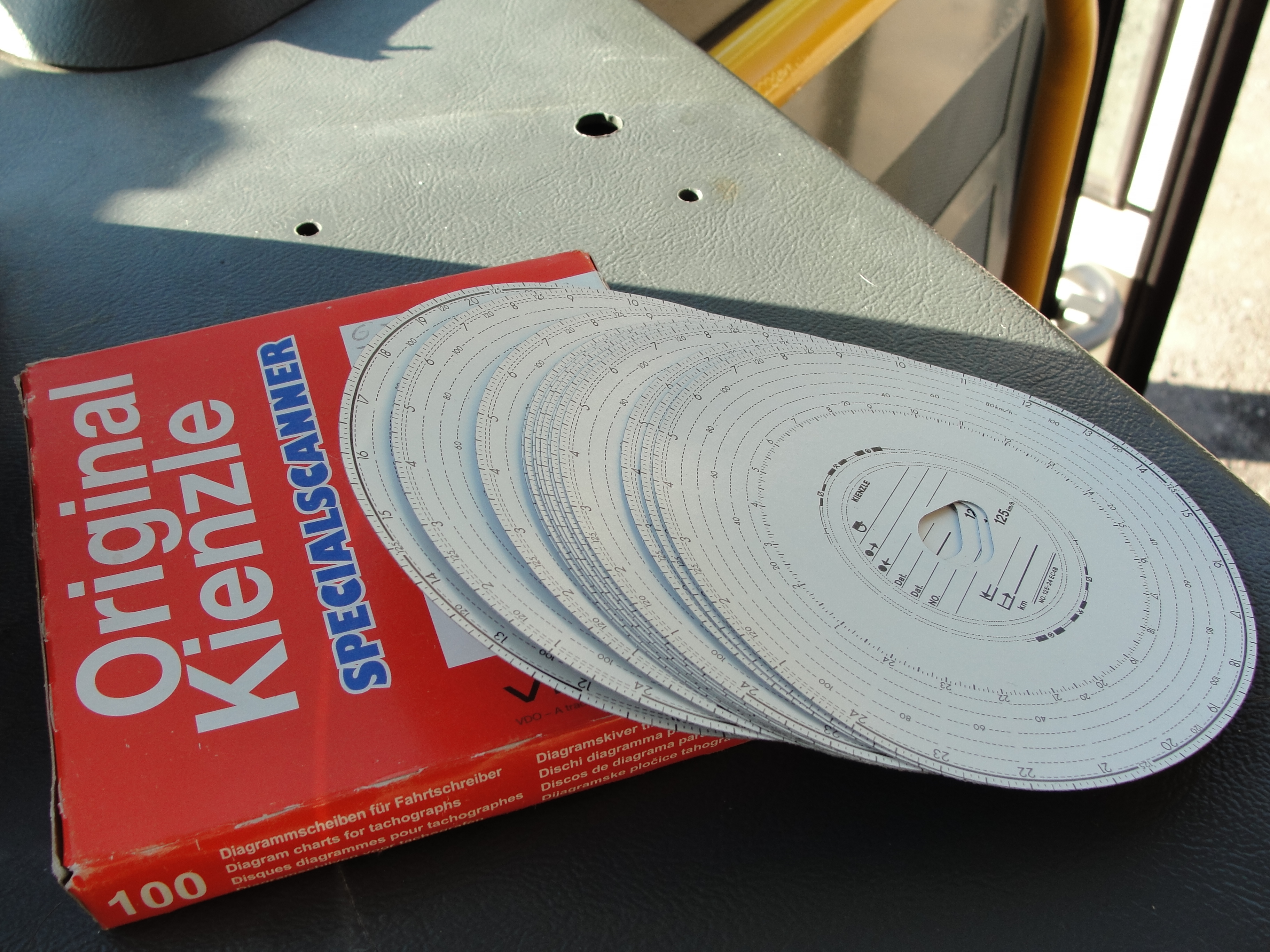
Disques de chronotachygraphe Kienzle VDO

Kienzle poursuit sa croissance à l'international. France, Italie, Royaume-Uni, puis États-Unis, Argentine et, à la fin de la décennie 1960, Brésil.
Après la Seconde Guerre mondiale, l'essor du trafic automobile en ville impose de réglementer l'accès aux grands centres, en restreignant les possibilités de stationnement. La firme allemande concentre ses efforts sur les parcmètres puis sur leur descendant électronique, l'horodateur.
Les recherches sont poussées dans les années 1970 à l'informatique. Kienzle Computer GmbH s'associe à Nixdorf pour développer une gamme de terminaux, des machines à calculer... mais cette alliance, victime de la concurrence asiatique, ne dure qu'une dizaine d'années.

## Développements actuels

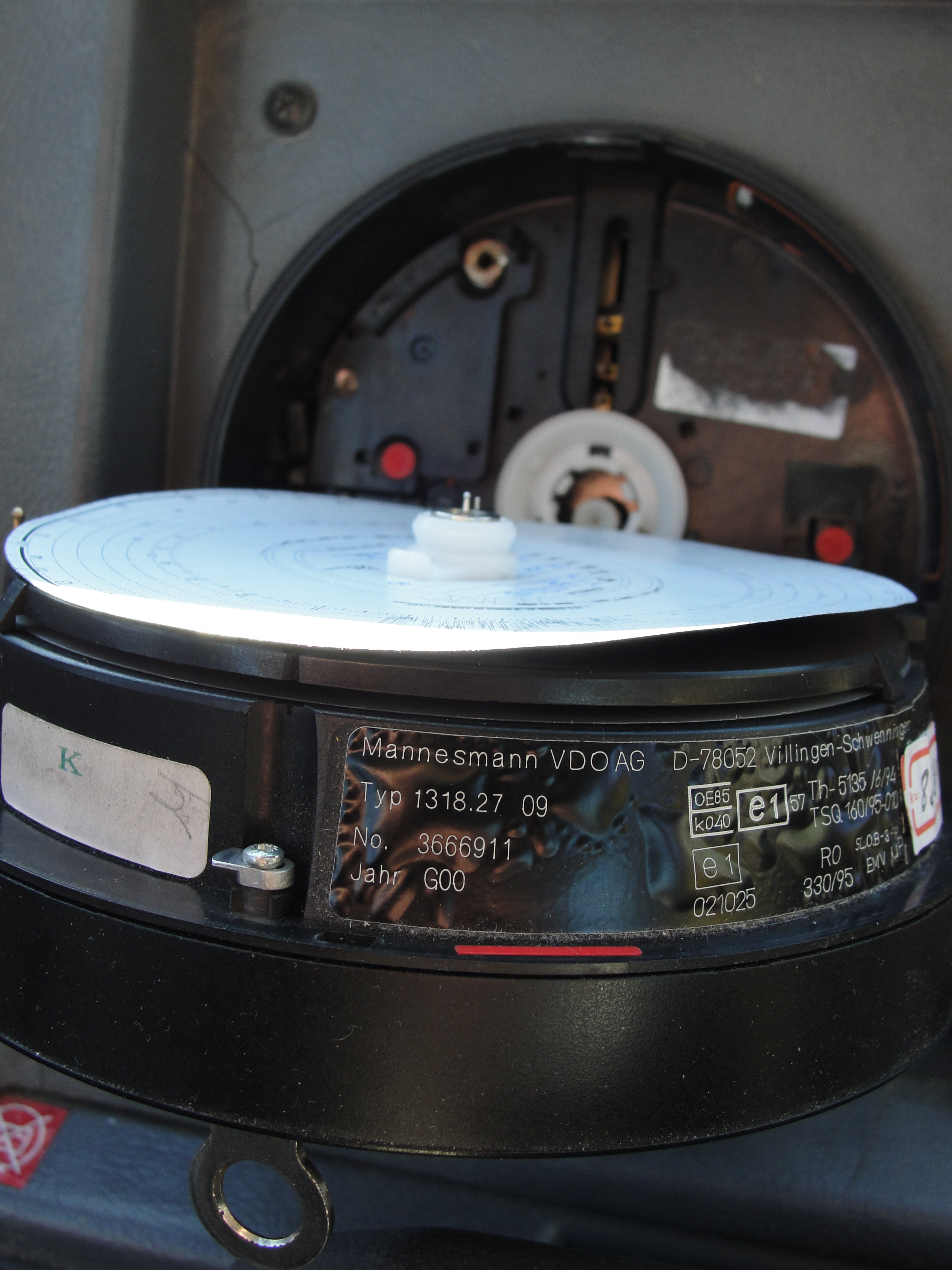
Appareil de contrôle ouvert

La séparation est nette entre les activités horlogerie-mécanique de précision (Kienzle Uhren, basées à Hambourg) et matériel de transport (Kienzle Apparate, Villingen-Schwenningen).
Kienzle est toujours très investi au XXIe siècle dans le transport routier. La gamme poids-lourds comprend chronotachygraphes analogiques et numériques, ainsi que les accessoires associés, disques, papier imprimante, boîtiers à disques...
Côté véhicules légers, Rolls-Royce, Daimler-Jaguar, BMW, Volvo, Audi, Ford, Opel..., sont ou furent clients.
Plusieurs noms se sont succédé depuis les années 1980, fruit d'acquisitions rapprochées : Mannesmann VDO, Siemens VDO et enfin Kienzle VDO. Ces marques sont aujourd'hui propriété de l'équipementier Continental AG.
Offre complétée par des systèmes audio/navigation embarqués (GPS), dispositifs de traçage pour flottes...
À travers la filiale Hectronic, l'horodateur Citea. Des compteurs et jauges pour pompes à carburant, plus largement des systèmes complets de gestion pour station-service (logiciels).
La branche Kienzle Argo Taxi International GmbH (KATI) s'occupe de taximètres et enseignes de toit. Il existe enfin un pôle marin, essentiellement destiné aux loisirs.